# Husenkirche (Bad Salzungen)
Die Husenkirche war die erste Pfarrkirche der heutigen Stadt Bad Salzungen und lag in der mittelalterlichen Vorstadt Hausen,  etwa 500 Meter westlich der Burganlage. Heute ist von der Kirche, die zum Kriegsende schwer beschädigt wurde, nur noch das aufgehende Mauerwerk als Ruine erhalten.

## Lage
Die Husenkirche befindet sich im östlichen Teil des Stadtfriedhof an der Leimbacher Straße, einem innerstädtischen Abschnitt der B 62 im Westen von Bad Salzungen.

## Geschichte

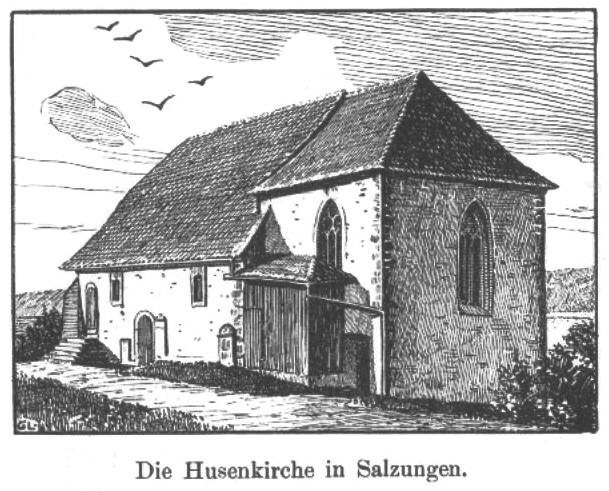
Die Husenkirche (1905)

Die heutige Husenkirche wurde 1258 erstmals urkundlich erwähnt. Dieser noch vorhandene Baukörper wurde im gotischen Stil errichtet. Die Kirchengeschichte beginnt bereits im 8. Jahrhundert, als das Kloster Hersfeld die Husenkirche, wohl als erste christliche Kultstätte der Salzunger Mark anlegte und dem heiligen Georg weihte. Zunächst  waren alle Gemeinden der Mark, solange sie keine eigenen Gotteshäuser hatten, in diese Kirche eingepfarrt und blieben auch nach deren Erbauung noch lange Zeit mit ihr im Filialverband. Das als schlichtes Holzkirchlein erbaute  Kirchlein soll 1101 durch einen ersten steinerner Bau ersetzt worden sein, was auf Betreiben des Hersfelder Abtes Willibald erfolgte.
Kaum 500 Meter vom Standort der Husenkirche entwickelte sich das Dorf Salzungen zur Hauptsiedlung des Tales und später zur Stadt. Damit verlor die Husenkirche ihre vorrangige Bedeutung und der bisher der Husenkirche zugeteilte Kirchensprengel ging auf die Salzunger Simpliciuskirche über. 1341 übertrug der Erzbischof von Mainz, zu dessen Diözese die Salzunger Kirchensprengel gehörte, die Verwaltung dem benachbarten Kloster Frauensee, welches fortan die Besetzung der Pfarrstelle bis zur Reformationszeit in Händen hatte.
Die Eltern Martin Luthers, Hans Luder und Margarethe Lindemann, aus dem nahen Möhra stammend, sollen (vor 1483) vor der Husenkirche ihre Ehe geschlossen haben und in dieser Kirche eingesegnet worden sein.
Das Dorf Husen muss noch 1525 bestanden haben, denn ein Andreas aus Husen soll sich am Bauernaufstand beteiligt haben, 1533 wurde die Pfarrei zu Husen auf Anordnung des Kurfürsten Johann von Sachsen mit der Simpliciuskirche in der Stadt vereinigt, und das Gotteshaus, dessen Bezirk 1557 noch mit einer schützenden Mauer umgeben wurde, diente als Salzunger Friedhofskirche. Der letzte Pfarrer von Husen, Werner Ottwald, siedelte bereits bei Einführung der Reformation in die Stadt über.
Beim letzten Luftangriff auf Bad Salzungen wurde am 31. März 1945 das Industriegelände westlich der Stadt zum Angriffsziel gewählt, ein zufällig vorhandener Munitionszug wurde getroffen, die Druckwelle der Detonation ließ auch das Dach der Husenkirche einstürzen. Bereits vier Tage später war Bad Salzungen in der Hand der Amerikaner. Auf Grund der schweren Schäden an der Kirche wurde ein Wiederaufbau seitens der DDR-Verwaltung unterlassen, die Kirche wurde zum  Mahnmal des Zweiten Weltkrieges umgewidmet. Infolge der Witterungseinflüsse verfällt das Gebäude zunehmend und gilt als dringlicher Sanierungsfall.

## Bauliche Reste

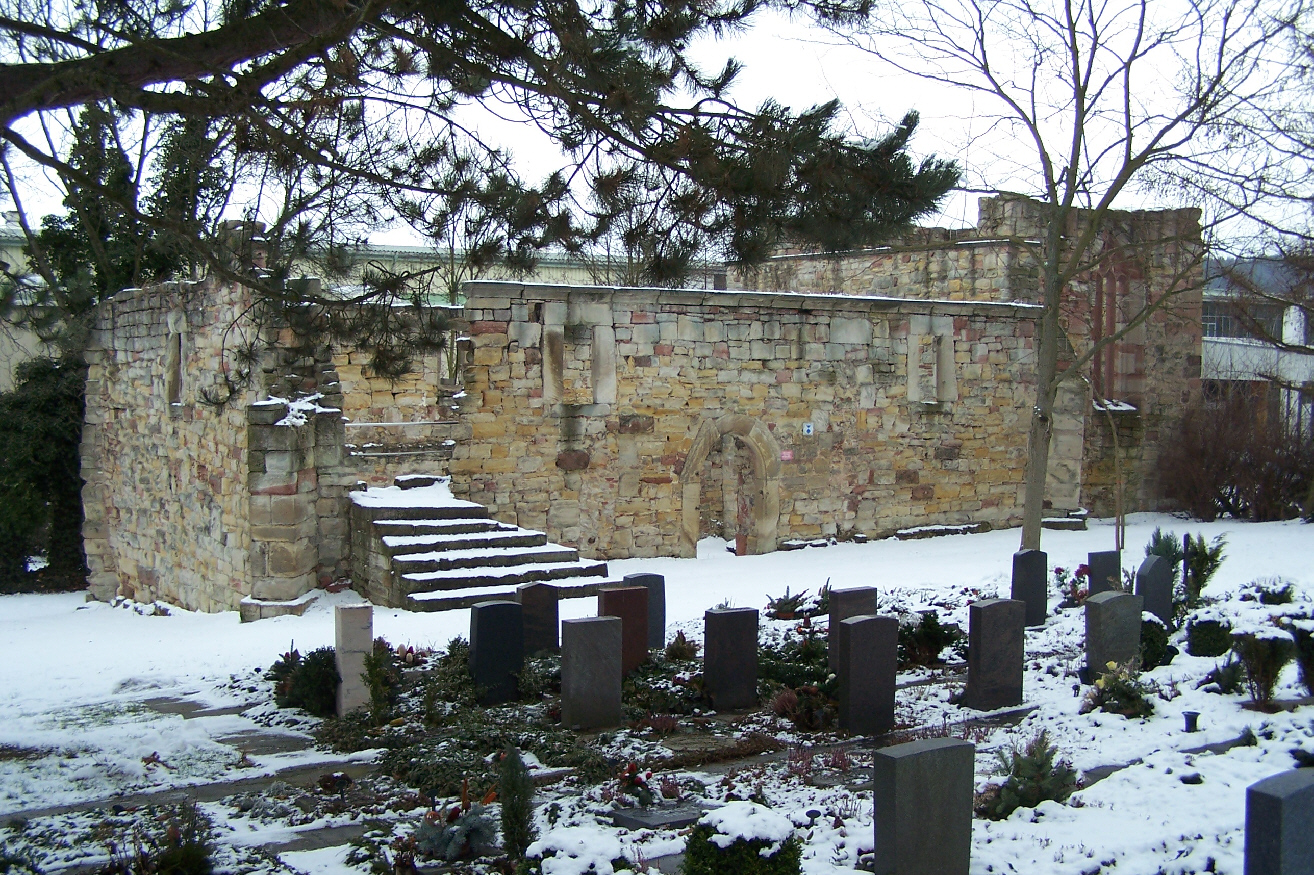
Die Ruine der Husenkirche (2009)

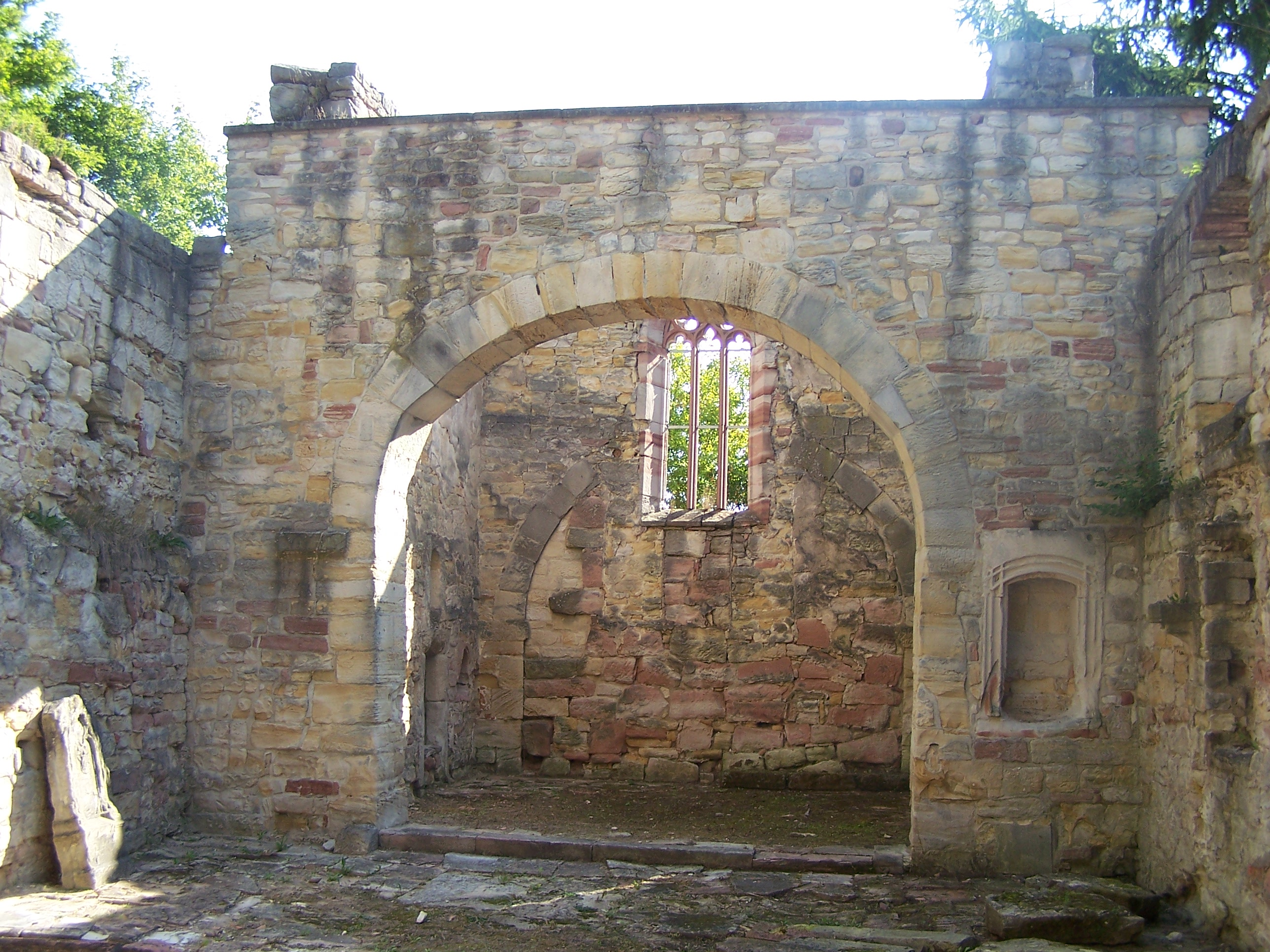
Im Inneren der Husenkirche (2017)

Das turmlose,  aus heimischen grauem Sandstein errichtete Kirchengebäude ist ein rechteckiger Baukörper mit einem ebenfalls rechteckigem Altarraum an der Ostseite. Hier bemerkt man auf der Nord- und Südseite noch je ein großes spitzbogiges Fenster mit steinernem Maßwerk in Fischblasenform. Zwei schmale Fenster, die mit einem Kielbogen überdeckt sind, befinden sich in der südlichen Mauer des Langhauses, weitere vermauerte Öffnungen stammen wohl aus dem ersten Steinbau nach 1100. An der Westecke des Langhauses ist noch eine steinerne Treppe vorhanden. Das Innere war bescheiden gestaltet. Man findet noch ausgeblichene, verwitterte Putzreste an der Innenseite der Kirchmauern und einige Grabplatten. Die vor dem Krieg noch intakten Holzkonstruktionen und die Decke wiesen spätgotische Formen auf. Noch vorhanden ist eine kleine Sakramentsnische in der nördlichen Kirchenmauer, wohl aus der Zeit um 1550–1600. Die Umrahmung dieser Nische wird durch Rundstäbe gebildet, die sich an den oberen Ecken durchschneiden. Die Basis der Rundstäbe ist tauartig gewunden, eine Form, die in dieser Gegend für die Zeit um 1600 charakteristisch ist.

## Bedeutung
Die Husenkirche ist als ältestes Bauwerk von großer Bedeutung für die Stadt- und Kirchengeschichte, zudem ist sie ein Mahnmal und ein Denkmal zur Geschichte des Zweiten Weltkrieges. Die Husenkirche ist zugleich ein Baudenkmal im Sinne des  Thüringer Denkmalschutzgesetzes.